# (9839) Crabbegat
(9839) Crabbegat est un astéroïde de la ceinture principale.

## Description
(9839) Crabbegat est un astéroïde de la ceinture principale. Il fut découvert le 11 février 1988 à La Silla par Eric Walter Elst. Il présente une orbite caractérisée par un demi-grand axe de 2,47 UA, une excentricité de 0,11 et une inclinaison de 3,0° par rapport à l'écliptique.

## Compléments